# جک آلن (بازیکن فوتبال، زاده ۱۹۰۳)
جک آلن (انگلیسی: Jack Allen; ۳۱ ژانویهٔ ۱۹۰۳ – ۱۹ نوامبر ۱۹۵۷) بازیکن فوتبال اهل بریتانیا بود.
از باشگاه‌هایی که در آن بازی کرده‌است می‌توان به باشگاه فوتبال لیدز یونایتد، باشگاه فوتبال شفیلد ونزدی، باشگاه فوتبال برنتفورد، باشگاه فوتبال نیوکاسل یونایتد، باشگاه فوتبال بریستول راورز، و باشگاه فوتبال گیتزهد اشاره کرد.

## زندگی حرفه‌ای
جک آلن در نیوکاسل به دنیا آمد. بین سال‌های ۱۹۳۱ تا ۱۹۳۴ برای تیم نیوکاسل بازی می‌کرد.